# أنتوني نيلسون (لاعب كرة قدم أمريكية)
أنتوني نيلسون (بالإنجليزية: Anthony Nelson)‏ هو لاعب كرة قدم أمريكية أمريكي، ولد في 4 مارس 1997.

## وصلات خارجية
- أنتوني نيلسون على موقع مرجع كرة القدم المحترفة.كوم (الإنجليزية)